# Турдимов, Эркинжон Окбутаевич
Эркинжон Окбутаевич Турдимов (узб. Erkinjon Oqbo'tayevich Turdimov) (род. 10 июля 1969, Кошрабатский район, Узбекская ССР) — узбекистанский государственный деятель, политик. Член Комитета Сената Олий Мажлиса (парламента) Узбекистана по вопросам международных отношений, внешнеэкономических связей, зарубежных инвестиций и туризма.
Исполняющий обязанности хокима Сырдарьинского вилоята с 22 января 2025 года. Ранее возглавлял областные администрации Навоийского (2008—2016), Сурхандарьинского (2016—2018) и Самаркандского (2018—2024) регионов Узбекистана.

## Краткая биография
В 1991 году окончил Ташкентский институт народного хозяйства по специальности экономист.
С 1991 по 1995 год — специалист отдела Сырдарьинского филиала Узпромстройбанка, главный специалист, заместитель начальника отдела денежных оборотов, управляющий Зарафшанским отделением Узпромстройбанка. С 1995 по 1996 год — заместитель хокима города Зарафшан. С 1996 по 2000 год — управляющий Навоийским отделением Узнацбанка. С 2000 по 2008 год — хоким Хатырчинского района. В 2008 году — первый заместитель министра сельского и водного хозяйства Республики Узбекистан.
Член демократической партии Узбекистана «Миллий тикланиш».
В 2006 году награждён орденом «Мехнат шухрати»
В 2024 году награждён орденом «Фидокорона хизматлари учун».